# چه خانواده عجیبی!
چه خانواده عجیبی! (انگلیسی: What a Wonderful Family!) فیلمی ژاپنی به کارگردانی یامادا یوجی است که در سال ۲۰۱۶ منتشر شد. دوبله فارسی این فیلم با عنوان خانواده بی‌نظیر از شبکه نمایش پخش شد.

## داستان
زن و شوهری ۵۰ سال ست که ازدواج کرده‌اند. مرد برای تولد زنش از او می‌پرسد که برای هدیه تولدش چه می‌خواهد؟ زنش می‌گوید که طلاق می‌خواهد...